# Gottröra kyrka
Gottröra kyrka är en kyrkobyggnad i Gottröra och tillhör Gottröra församling i Uppsala stift. Kyrkan ligger i ett flackt bördigt odlingslandskap omgiven av bebyggelse. Vid dess södra sida går riksväg 77 förbi i öst-västlig riktning. Drygt en halvmil åt väster ligger Husby by och omkring en och en halv mil åt öster ligger Rimbo. Kyrkan invigdes söndagen 2 december 1894 av kontraktsprosten Johan Wedberg. Kyrkan blev överfull med besökare till invigningen.

## Kyrkobyggnaden
Kyrkobyggnaden har väggar av gråsten, byggda i skalmursteknik. Äldsta partierna består av det kraftiga kyrktornet, långhuset och ungefär halva längden av norra och södra väggarna i det lägre och smalare koret. Redan vid slutet av 1100-talet fanns här en gråstenskyrka i romansk stil, vars kor troligen hade en absid. Ingången fanns vid långhusets södra sida. Kyrktornet användes vid försvar och hade från början ingen förbindelse med långhuset, utan man tog sig in i med stege genom en öppning som finns kvar högt uppe i norra tornväggen. Senare under medeltiden öppnades tornet mot långhuset. Kyrkorummet saknade valv och hade troligen ett platt innertak av trä.

### Medeltida ombyggnader
Någon gång mot slutet av 1300-talet byggdes nuvarande tunnvälvda sakristia intill korets norra sida. Vid första hälften av 1400-talet försågs långhus och kor med kryssvalv av tegel. Senare under samma århundrade revs den gamla östra väggen. Koret förlängdes och fick raka väggar. Nya koret och tornrummet försågs båda med stjärnvalv. Östra väggen gjordes rak och fick ett gavelröste byggt av tegel. Långhusets östra gavelröste byggdes av samma material. Framför södra ingången byggdes ett vapenhus. Tornet försågs med en hög, spetsig spira som stod kvar fram till 1893 då kyrkan brann.

### Ombyggnader efter medeltiden
På 1670-talet byggdes ett gravvalv under koret för överste Börge Månsson Skeckta på Vängsjöberg, avliden 1670, och hans släkt. I samband med gravvalvets tillkomst, eller möjligen något senare, sattes en takryttare upp på korets takås. Takryttaren kallades "lilla tornet" och dess syfte ansågs vara att markera "gravkorets" placering. Takryttaren blev kvar fram till branden 1893.
1763 togs en ingång upp i västra tornväggen.
Åren 1786–1787 flyttades kyrkklockorna till tornet från att tidigare ha hängt i en klockstapel. Tornet försågs då med ljudgluggar.

### Branden 1893 och påföljande ombyggnader
Kyrkans medeltida utseende verkar ha bibehållits fram till 17 augusti 1893, då blixten slog ned den 1 augusti 1893 och orsakade en våldsam brand i kyrkan så att bara murar och valv återstod. Kontrakt med byggmästaren ingicks i april 1894 som var exkluderat klockor, orgel och sniderier. Från 1 maj därefter vidtogs omfattande reparationsarbeten och en restaurering genomfördes 1894 under ledning av arkitekt F. R. Ekberg. Byggmästare var C. G (eller R.) Gustafsson från Uppsala. Kostnaden för bygget var 15 525 kr. Resterna av vapenhuset revs och dess portal flyttades till tornets södra vägg och byggdes om. Tornets västra portal murades igen och dess båda trappsteg av röd kalksten flyttades till nya portalen på södra sidan. Ett utvändigt trapphus av tegel murades i norra hörnet mellan torn och långhus som ersättning för det gamla av trä. Tornets ljudöppningar förstorades och ny tornspira göts. Höjden blev 16,1 meter. Nya kyrkklockor installerades i november 1894. En glasmålning med motivet "den segrande Kristus" sattes in i östra korfönstret. Innerväggarna försågs med enkel dekorationsmålning. Bibelspråk anbringades på lämpliga ställen liksom över ingången och i förstugan. Triumfbågen mellan långhus och kor vidgades och blev då 120 centimeter högre. Nya trägolv lades in i långhus, kor och sakristia. Ett fristående altare har en Kristusbild av skulpterad ek. Ny inredning anskaffades där medlemmar från Gottröra och Närtuna gav en altarduk, håv, kandelabrar m. m. Ny läktare byggdes eftersom den gamla brunnit. 

### Renoveringen 1961
1961 genomfördes en stor restaurering efter program av arkitekt Ärland Noréen. Ett nytt golv av slipad sandsten lades in i korets nedre del samt långhusets framparti och mittgång. Vapenhus och sakristia fick tegelgolv. Muralmålningarna från 1894 putsades över. Äldre färger togs fram på de inventarier som räddats undan branden och som målades om vid 1890-talets restaurering. Kyrkans sadeltak och spira är numera plåtklädda. I våra dagar har kyrkans exteriör en medeltida prägel medan dess interiör i nygotik präglas av 1894 års restaurering.

## Inventarier
- Dopfunten av sandsten är från senare hälften av 1200-talet och står vid korets sydvägg. Dopskålen av nysilver är från 1894.
- Ett triumfkrucifix av skulpterat trä är ett uppländskt arbete från början av 1300-talet. Numera hänger krucifixet på korets norra vägg, men fanns tidigare på triumfbågsmuren. Korset har ändplattor med evangelistsymboler, men den nedersta som symboliserar Matteus är avsågad.
- Kyrksilvret har tillverkats av de smycken som Ulrika Eleonora bar vid sin kröning.
- Altartavlan är av hovmålaren Georg Engelhard Schröder och dess motiv är "Ecce homo".
- Predikstolen från 1894 har enkel utformning och saknar ljudtak. Tillhörande timglas är från 1726. Tidigare predikstol från 1792 brann upp 1893.
- Över altaret hänger en ljuskrona med sex armar i en krans. Ljuskronan skänktes till församlingen 1934.
- Två kyrkklockor är gjutna 1894 av Joh. A. Beckman i Stockholm. De gamla smälte ner vid branden. De bär namnen på då levande kungen, ärkebiskopen och församlingens pastor med årtal.

## Orgel
- 1894 byggde Anders Victor Lundahl, Stockholm, en rörpneumatisk orgel med flera koppel. Denna nya orgeltyp, som Lundahl var först i Sverige att bygga, använde luft i rör som tangenterna pressade fram med lätt anslag för ton vilket gjorde orgeln mer lättspelad och funktioner som gjorde spelet mer nyanserat vid behov. Orgeln invigdes med kyrkan 2 december 1894.[3]

## Bildgalleri

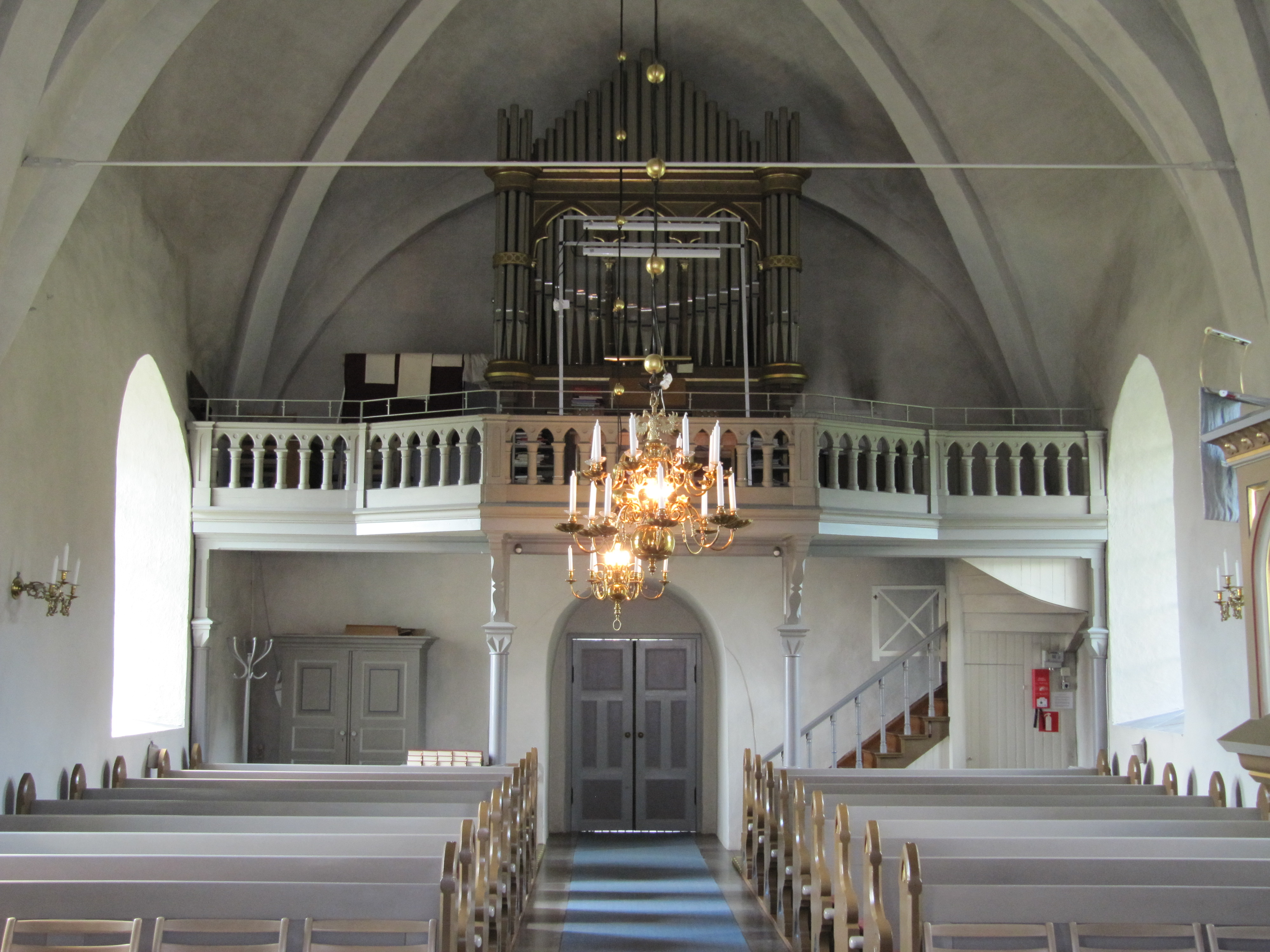
Kyrkorum mot väster
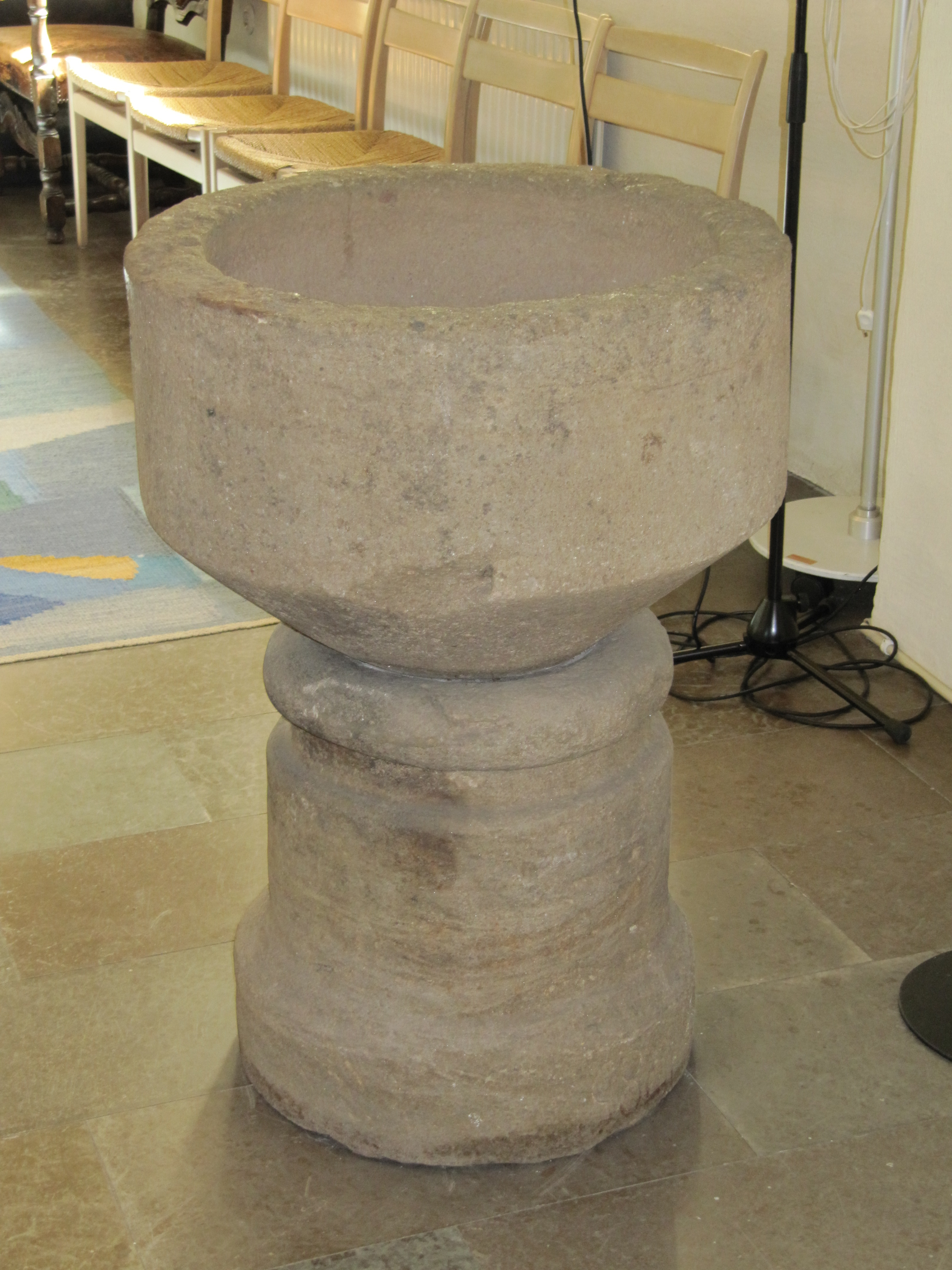
Dopfunt
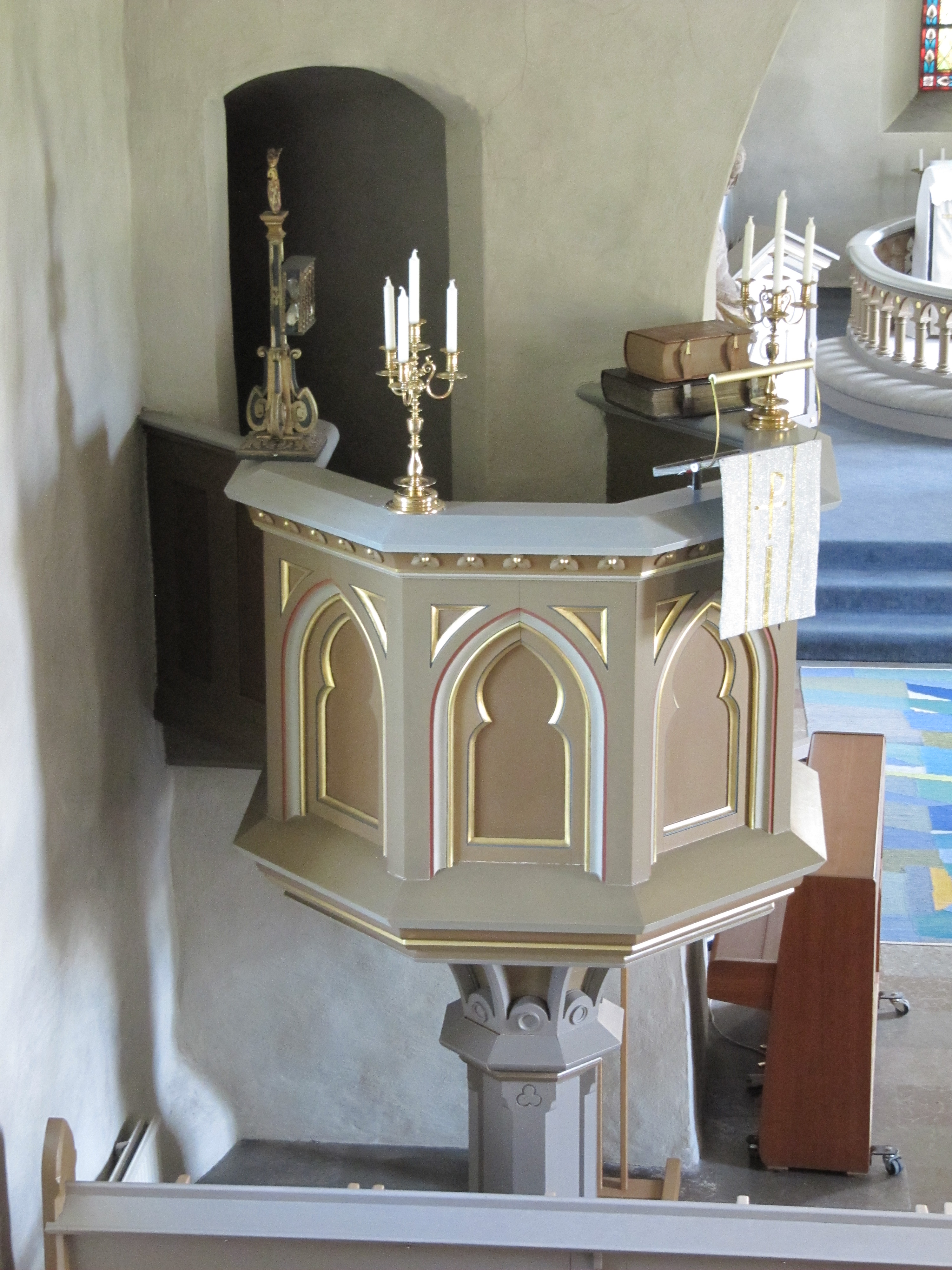
Predikstol

### Webbkällor
- anläggningspresentation
- Rimbo pastorats kyrkliga samfällighet
- Stockholms läns museum